# دوري ساموا الأمريكية لكرة القدم 2002
دوري ساموا الأمريكية لكرة القدم 2002 هو موسم من دوري ساموا الأمريكية لكرة القدم. فاز فيه PanSa East F.C. ‏.